# Clube de Aventureiros
Clube de Aventureiros (português brasileiro) ou Clube de Tições (português europeu) é um programa para crianças da Igreja Adventista do Sétimo Dia (IASD) semelhante ao Escotismo, criado em 1972.

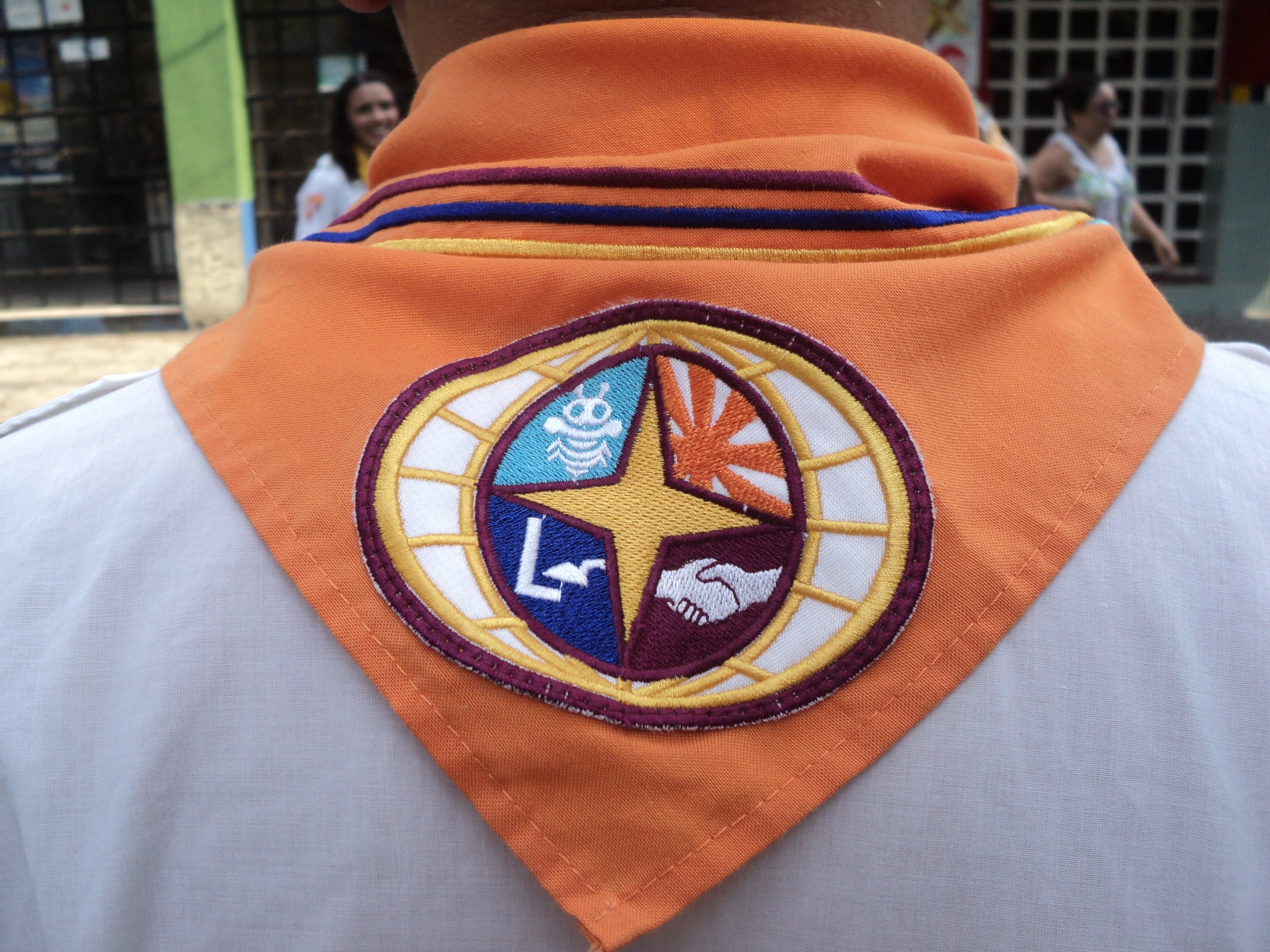
Lenço do líder do Clube Aventureiros

Inspirado no seu "irmão mais velho", o Clube de Desbravadores, é um programa focado na educação de crianças na faixa etária de 6 a 9 anos.

## Diferenças de formato e idade
Ao redor do mundo esse departamento da Igreja Adventista muda de nome, formato e de publico alvo, ocorrendo isto inclusive na lusofonia.
No Brasil, nos Países Africanos de Língua Oficial Portuguesa e em Timor Leste chama-se de "Aventureiros" o trabalho da igreja com crianças entre 6 e 9 anos de idade. Em Portugal chama-se de "Tições", compreendendo crianças dos 6 aos 12 anos.
Em outros locais como a Espanha, denominam-se de "Tizones", trabalhando com crianças dos 5 aos 10 anos de idade, estando albergados junto a um grande departamento chamado "Exploradores", um programa de Desbravadores que compreende jovens dos 11 aos 16 anos de idade.

## História
Foi em 1972 que a Igreja Adventista do Sétimo Dia tentou, pela primeira vez, criar um programa específico para as crianças menores de dez anos. O primeiro "protótipo" do Clube de Aventureiros foi desenvolvido em Washington, D.C., sob a direção de Carolee Riegel, num clube chamado de “Os Castores”.
Em 1975, outra campo regional (associação) da IASD, no nordeste dos Estados Unidos, realizou um programa focado em crianças da faixa etária dos Aventureiros e, cinco anos mais tarde, várias associações já estavam seguindo este exemplo.
Em 1988, a Divisão Norte-Americana da IASD convidou as associações interessadas e pessoas especializadas em crianças para estudar a oficialização do Clube de Aventureiros. Uma comissão se reuniu, um ano mais tarde (1989) para atualizar o currículo, as especialidades e estabelecer normas para a organização e funcionamento do clube. Participaram deste trabalho líderes da Escola Sabatina Infantil, educadores, coordenadores do Ministério da Criança (departamento da IASD que voltado especificamente para crianças), e outros especialistas em família e educação infantil. No mesmo ano (1989), a Associação Geral oficializou as Classes dos Aventureiros (Abelhinhas Laboriosas, Luminares, Edificadores e Mãos Ajudadoras), confirmando o trabalho de feito por Teresa Reeve. Ela escreveu o currículo dos Aventureiros com o objetivo de “facilitar a criança partilhar sua fé, se preparar para esta vida e para a vida eterna”.
Em 1990, o plano piloto do Clube de Aventureiros foi iniciado nos Estados Unidos, na Divisão Norte-Americana. Em 1991, a Associação Geral da IASD o autorizou, como programa mundial, estabelecendo seus objetivos, currículo, bandeira, uniforme e ideais.

## Classes
- Abelhinhas Laboriosas (6 anos)
- Luminares (7 anos)
- Edificadores (8 anos)
- Mãos Ajudadoras (9 anos)